# IFK Knislinge
IFK Knislinge är en klubb i Knislinge bildad 18 juni 1919. Klubben har sektioner inom fotboll och handboll, och hade tidigare friidrott på schemat. Klubben har också spelat under namnet IFK Vanås vissa år.

## Fotboll
IFK Knislinge började sitt seriespel 1927 och har spelat i division 3 (?) som bäst. 2020 spelade klubbens A-lag i division 6. Klubbens juniorlag kom till åttondelen i Gothia Cup 2004. År 2017 kom IFK Knislinges pojkar födda 2003 till sextondelen i Gothia Cup. En av klubbens mer kända spelare är Christian Fegler, fotbollsmålvakt.

## Fri idrott
I Nordisk familjeboks sportlexikon del 6. S-Övrevoll  skriver man under rubriken Friidrott :Bland övriga klubbar märkas IFK Knislinge (st. 1918, 207 medl.), där L.Atterwall varit den mest kände, Klubben var en av de större i Skåne under andra världskriget. Attervall representerade klubben 1935. Han deltog i OS 1936 i Berlin och placerade sig på fjärde plats i spjutkastning.  I spjutkastning hade IFK Knislinge ytterligare en i Sverigeliten Otto Bengtsson.. Han blev svensk mästare 1953.

## Handboll
Klubben har också en handbollssektion men ingen större verksamhet.